# Susan Lewis
Susan Lewis è un personaggio della serie televisiva E.R. - Medici in prima linea, interpretato da Sherry Stringfield.

## Storia del personaggio

### Stagioni 1-3
Susan è un medico altamente competente, ma spesso fa fatica a imporsi. È molto amica di tutti i suoi colleghi e soprattutto di Mark Greene, con il quale ha un intenso rapporto di amicizia. Nella prima stagione Susan deve fare i conti con le accuse del dottor Jack Kayson, il primario di cardiologia, che la ritiene debole e inadeguata. Kayson però ha un infarto e Susan gli salva la vita, imponendo il suo parere contro un medico anziano. Dopo questo evento Kayson invita a cena Susan, che rifiuta.
Susan inoltre deve anche occuparsi di sua sorella Chloe, che ha una vita turbolenta all'insegna di droghe e alcool. Quando Chloe resta incinta, Susan la aiuta nel corso della gravidanza. La bambina viene chiamata Susan (Susie piccola, per distinguerla da Susie grande), in onore della zia. Nella seconda stagione Chloe riprende a drogarsi e una sera abbandona sua figlia a Susan, che così deve ricoprire il ruolo di madre. Lo stress di Susan si ripercuote anche sul lavoro e per questo Susan è in contrasto con il capo degli assistenti, la dottoressa Kerry Weaver. Con il tempo le due si chiariscono e appianano le loro divergenze. Quando ormai Susan ritiene che Chloe non tornerà più, decide di dare in adozione la piccola Susie; tuttavia quando la bambina sta per essere adottata, Susan cambia idea e decide di adottarla lei stessa. Improvvisamente Chloe ritorna e le due sorelle lottano per la custodia. L'avvocato però fa capire a Susan che sicuramente perderà la causa e così la donna si arrende e restituisce Susie a Chloe, che nel frattempo si è disintossicata e ha sposato un poliziotto. Chloe e la sua famiglia partono per Phoenix e Susan si getta a capofitto nel lavoro. Kerry offre a Susan il posto di capo degli assistenti in seguito alla sua promozione ad aiuto primario, ma Susan declina l'offerta.
Nella terza stagione Mark capisce di amare Susan, ma lei decide di trasferirsi a Phoenix per stare vicina a Chloe e Susie. Proprio quando Susan sta salendo sul treno, Mark la raggiunge e le dichiara il suo amore, dandole un primo e ultimo bacio. La dottoressa però decide di partire lo stesso e saluta Greene dicendogli che lo ama anche lei.

### Stagioni 8-12
Susan ritorna nell'ottava stagione per un caffè con il dottor Greene. Arrivata al pronto soccorso si rende conto che le cose sono profondamente cambiate. Dopo aver chiacchierato un po' con le infermiere Haleh, Chuny, Conni, Lily e Lydia, incontra Kerry, a cui spiega che è tornata per sostenere dei colloqui di lavoro. Successivamente pranza con Mark, che le offre un posto al County che in un primo momento rifiuta. In seguito lei accetta e quindi Susan prende stabilmente servizio al pronto soccorso.
Sempre durante l'ottava stagione ha un breve flirt con John Carter, quando egli ammette di aver avuto una cotta per lei quando era studente. La relazione però non dura perché Susan capisce che John è veramente innamorato di Abby Lockhart, quindi gli consiglia di rivelarle i suoi sentimenti. I due rimangono pur sempre buoni amici. Qualche tempo dopo viene a sapere che sua nipote Susie è scomparsa insieme a Chloe. Quindi Susan parte per New York sulle loro tracce. Alla fine trova Chloe ubriaca insieme a Susie e decide di non avere più a che fare con lei. Ben presto Susan viene a sapere che il tumore al cervello di Mark è tornato e deve affrontare il lutto per la sua morte. Dopo tutto, però, riesce a continuare a lavorare e a legare con i suoi nuovi colleghi, soprattutto con Abby ed Elizabeth Corday e ad attenuare i suoi diverbi con Kerry. Alla fine dell'ottava stagione, il dottor Romano la nomina vice capo del pronto soccorso, con grande sorpresa di Kerry.
Nella nona stagione conosce l'infermiere di eliambulanza Chuck Martin su un aereo per Las Vegas. I due finiscono per sposarsi lì e, vista la città, anche molto velocemente. Susan, tornata a Chicago, decide però di divorziare da Chuck e lui è d'accordo. I due divorziano ma rimangono insieme visto che Susan è rimasta incinta. Qualche tempo dopo viene nominata capo del pronto soccorso dopo la morte del dottor Romano, carica che fa fatica a gestire. Tra la decima e l'undicesima stagione nasce il suo bambino, che lei e Chuck chiamano Cosmo.
Susan lascia definitivamente Chicago nel primo episodio della dodicesima stagione. Le viene offerto un posto di lavoro a Iowa City, quindi lei, Chuck e il piccolo Cosmo partono. La sua uscita di scena avviene off-screen, della sua partenza si viene a sapere solo nel terzo episodio e non viene nemmeno data per certa. Nel quinto episodio la dottoressa Weber informa i colleghi del trasferimento di Susan.
Ritorna nell'ultimo episodio della serie, per partecipare all'inaugurazione della clinica del dottor Carter, insieme a Kerry, Peter ed Elizabeth. La targhetta "Lewis" è ben visibile sul muro mostrato ad Abby da Haleh nell'episodio Il libro di Abby della quindicesima stagione.